# Trentadue segni maggiori di un Buddha

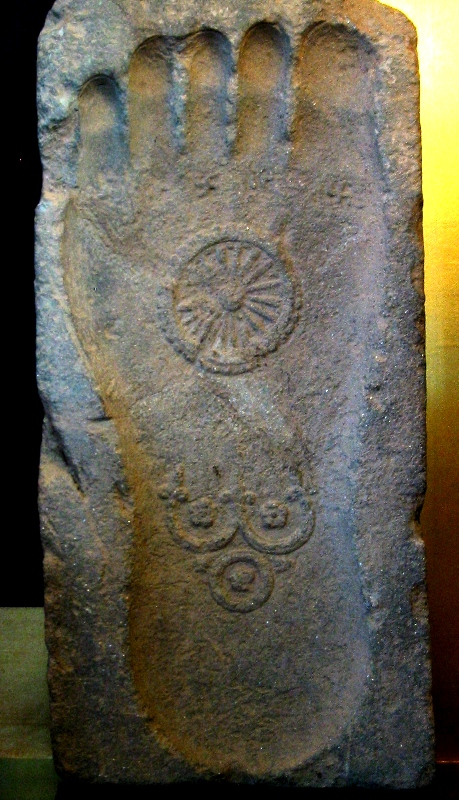
"Orma del Buddha con la Ruota del Dharma" (I secolo d.C., Gandhāra). La Ruota del Dharma sulle piante dei piedi (Cakrāṅkita-hasta-pāda-tala) è uno dei Trentadue segni maggiori di un Buddha (Dvatrimsadvaralaksana).

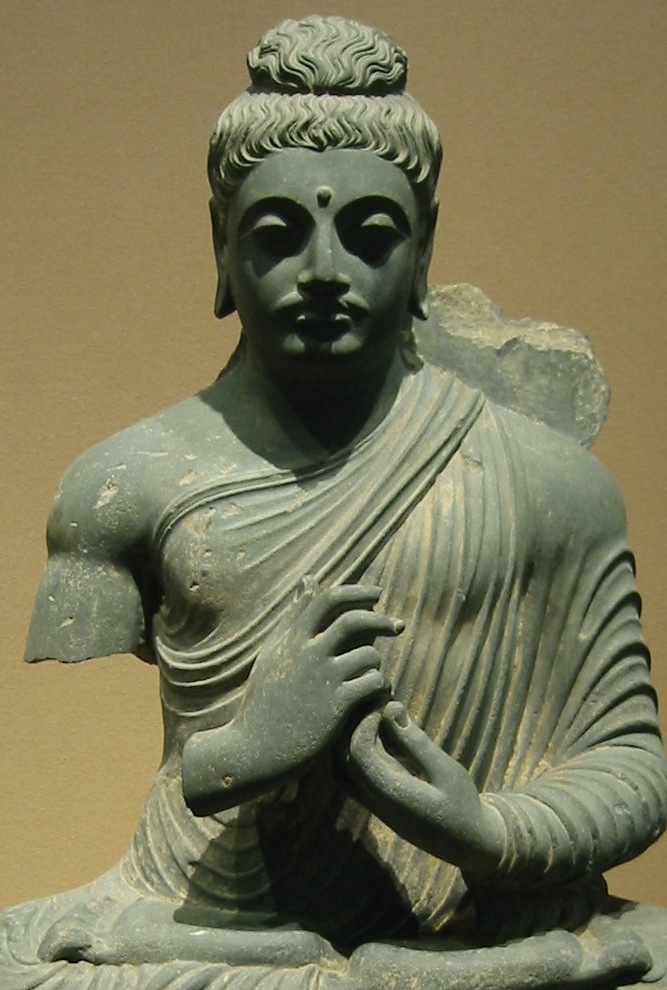
Buddha ritratto nell'arte del Gandhāra con la caratteristica uṣṇīṣa posta in cima alla testa e la ūrṇā in mezzo agli occhi. Da notare che le mani sono poste nel "Gesto di somma illuminazione" (bodhyagrimudrā): l'indice della mano sinistra è avvolto dalle dita della mano destra, il che indica che la Realtà assoluta, l'Uno, e avvolto dalla Realtà fenomenica, il molteplice.

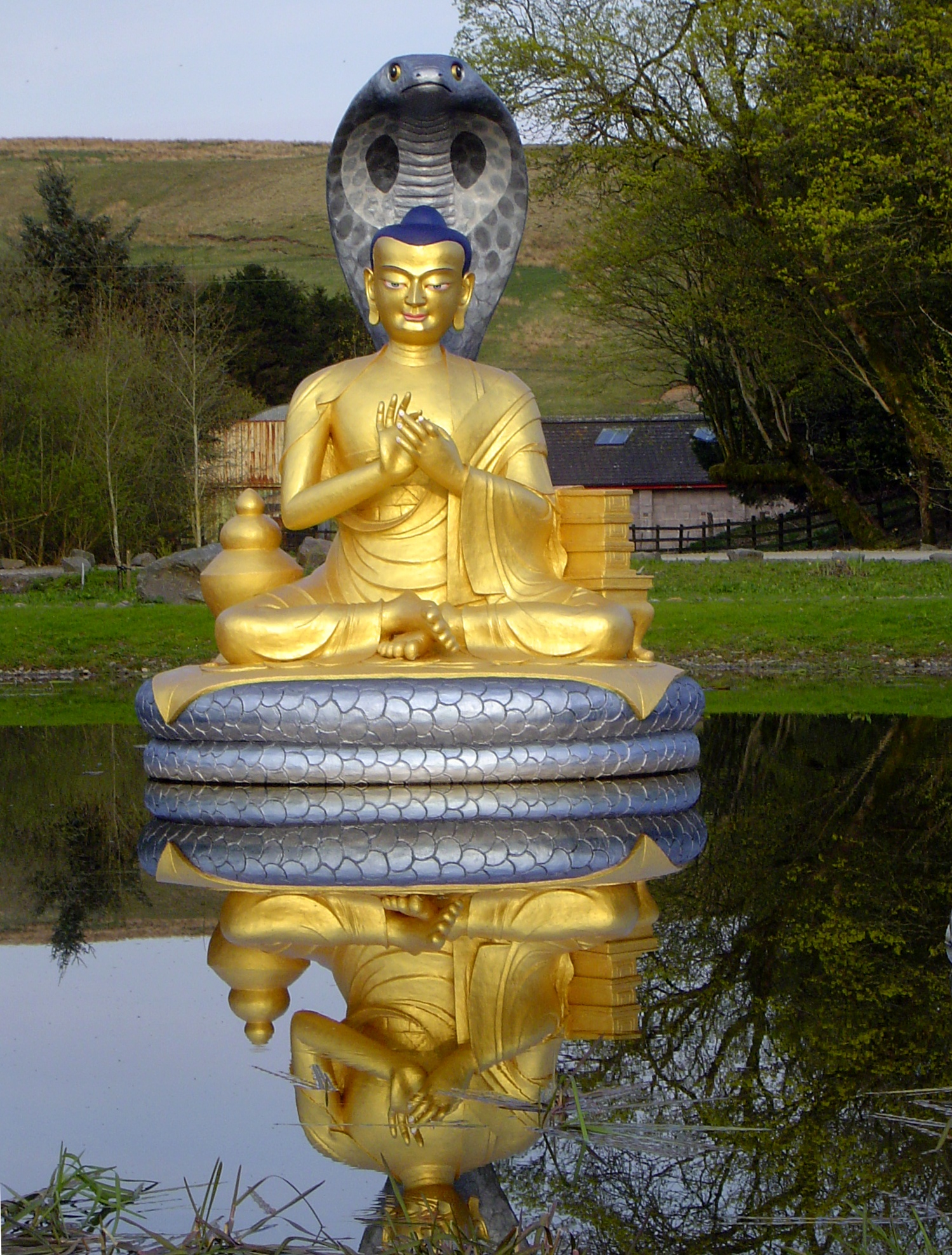
Ritratto di Nāgārjuna protetto da un nāga e con la caratteristica uṣṇīṣa posta in cima alla testa. Nagarjuna possiede questo "segno" del Buddha in quanto, secondo la tradizione Mahayana, avendo insegnato la dottrina della vacuità (śūnyatā), avrebbe messo in moto il secondo giro della Ruota del Dharma (dharmacakra).

I Trentadue segni maggiori di un Buddha (o "Trentadue caratteristiche della perfezione", sanscrito Dvātrimāśadvaralakṣaṇa, cinese 三十二相 pinyin sānshíèr xiàng, coreano: samsip-i sang, giapponese sanjūni sō, tibetano mtshan bzang-po sum-cu rtsa-gnyis) rappresentano i segni distintivi maggiori di un Buddha riconosciuti in tutte le scuole buddhiste del Buddhismo dei Nikāya, del Buddhismo Theravada, del Buddhismo Mahāyāna e del Buddhismo Vajrayāna. All'elenco dei trentadue segni (o caratteristiche o marchi) maggiori di un Buddha, ne segue uno composto da ottanta segni minori. L'elenco dei Trentadue segni maggiori di un Buddha viene riportato nel Mahapadanasutta (sutta del Canone pāli), nel Lalitavistarasutra (sutra di derivazione Sarvāstivāda o, forse, Mahayana, inserito sia nel Canone cinese, nello Běnyuánbù, che nel Canone tibetano), nel Mahāvyutpatti (o Vyupatti, dizionario sanscrito-tibetano inserito nel 123º volume del Tanjur del Canone tibetano, secondo l'edizione cinese di Narthang) e nello  Yogâcārabhūmiśāstra (śāstra di derivazione Cittamatra, inserito sia nel Canone cinese, nello Yúqiébù, che nel Canone tibetano) conservando lievi differenze tra i diversi testi.
Di seguito l'elenco dei Trentadue segni maggiori di un Buddha secondo lo Yogâcārabhūmiśāstra:
1. Piedi ben piantati per terra (supratiṣṭhita-pāda).
2. Disegno di una ruota con mille raggi sulle piante dei piedi (cakrāṅkita-hasta-pāda-tala).
3. Lunghe dita sottili (dīrghāṅguli).
4. Arti slanciati (āyata-pāda-pārṣṇi).
5. Dita delle mani e dei piedi palmate (jālāvanaddha-hasta-pāda).
6. Arti flessibili (mṛdu-taruṇa-hasta-pāda-tala).
7. Gambe lunghe (ucchaṅkha-pāda).
8. Gambe sottili come quelle di un'antilope. (aiṇeya-jaṅgha).
9. Braccia che arrivano alle ginocchia (sthitānavanata-pralamba-bāhutā).
10. Pene ricoperto da una guaina (kośopagata-vasti-guhya).
11. Braccia allargate uguale all'altezza del corpo (nyagrodha-parimaṇḍala).
12. Peluria del corpo crespa (ūrdhvaṃga-roma).
13. Corpo irsuto (ekaika-roma-pradakṣiṇāvarta).
14. Corpo dal colore dorato (suvarṇa-varṇa).
15. Corpo che emette raggi di luce lunghi una distanza di dieci piedi.
16. Pelle delicata  (sūkṣma-suvarṇa-cchavi).
17. Membra del corpo ben proporzionate (sapta-utsada).
18. Spalle ben formate (citântarâṃsa).
19. Corpo maestoso come quello di un leone (siṃha-pūrvārdha kāya),
20. Corpo ben eretto (ṛjugātratā).
21. Spalle muscolose (susaṃvṛta-skandha).
22. Quaranta denti tutti ben piani (catvāriṃśad-danta).
23. Denti privi di spazio tra loro (a-virala-danta).
24. Denti bianchi (suśukla-danta).
25. Mascelle forti come quelle di un leone (siṃha-hanu).
26. Saliva che aromatizza il gusto dei cibi (rasa-rasāgratā).
27. Lingua ampia (prabhūta-tanu-jihva).
28. Voce meravigliosa (brahma-svara).
29. Occhi azzurri (abhinīla-netra).
30. Ciglia come quelle di un toro (go-pakṣmā).
31. Bianco ciuffo di peli luminoso tra le sopracciglia (ūrṇā-keśa).
32. Protuberanza sul cranio (uṣṇīṣa-śiraskatā).

Questi segni presenti sul corpo di un buddha possono essere percepiti, secondo le credenze di questa religione, solo da coloro che hanno sufficientemente purificato il proprio karma.